# A Idade de Ouro
A Idade de Ouro é o centro psicopedagógico cubano, localizado em Havana. Trata-se de uma instituição que acolhe pessoas portadoras de deficiências física e mental profundas, oferecendo tratamento e educação personalizados para cada paciente.
É referência em acompanhamento e formação psicopedagógica para Cuba e países da região.
Trabalha em parceria com a ordem religiosa das Filhas da Caridade de São Vicente de Paulo, com o Ministério para o Investimento Estrangeiro e Colaboração Econômica e com o Ministério de Saúde Pública.